# Gunnar Larsen

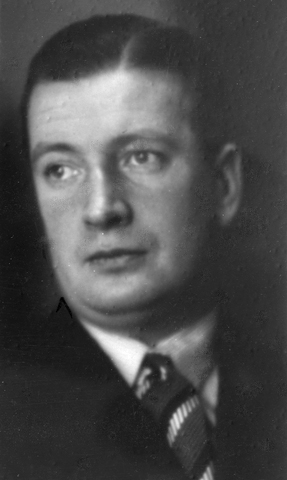
Gunnar Larsen

Gunnar Otterbech Larsen (* 5. Februar 1900 in Kristiania; † 5. November 1958 in Oslo) war ein norwegischer Schriftsteller, Übersetzer und Journalist. Er war Redakteur und ab 1954 Chefredakteur der Zeitung Dagbladet.

## Leben und Werk
Gunnar Larsen studierte von 1918 bis 1923 Jura. 1920 gab er die Studentenzeitschrift „Akademisk Revy“ heraus. Nach seinem Studium arbeitete er als Journalist. 1926 übersetzte er Hemingways ersten größeren Roman Fiesta, der Larsens späteren Schreibstil beeinflusste. 1930 wurde er ständiger Redakteur bei der Tageszeitung Dagbladet. Er prägte fortan die Zeitung durch seinen neuen Stil, erweiterte den Kulturteil und gab jungen Schriftstellern mehr Veröffentlichungsmöglichkeiten.
Sein erster Roman I sommer erschien 1932 (deutsche Übersetzung 1933: Im Sommer). Ein Jahr später erschien sein zweites Buch, der Kriminalroman To mistenkelige personer (Zwei verdächtige Personen), ein Dokumentarroman, der auf einer tatsächlichen Begebenheit fußt, nämlich den Mord im Jahr 1926 an einem Lensmann. Das Werk erregte Aufsehen und wurde 1950 verfilmt.

„Fast alles in diesem Roman ist Handlung und konkrete Beobachtung – durch die Schilderung des Äußeren ahnt man, was im Innern der Personen vorgeht. In keinem anderen Werk der norwegischen Literatur ist der echte Hemingway-Stil so konsequent durchgeführt wie hier.“

Ort der Handlung seines Romans Week-end i evigheten (1948; Hörspiel 1960) sind die Wälder nördlich von Oslo. Zwei verschiedenartige Handlungsläufe, einer durch Kursivdruck abgesetzt, sind einander zugeordnet. Hier ist er als Autor Vorreiter einer späteren Literaturströmung.
Larsen bearbeitete zahlreiche Stücke für das Theater (unter anderen Lysistrata von Aristophanes) und übersetzte 16 Romane, unter anderen Hemingways Schnee auf dem Kilimandscharo und Über den Fluss und in die Wälder. 1949 wurde er mit dem „Gyldendals Legat“ ausgezeichnet. 1954 wurde er Chefredakteur von Dagbladet. 1958 starb er an Krebs und wurde auf Vår Frelsers Gravlund in Oslo beigesetzt.

## Werke
- 1932: I sommer (Deutsch: Im Sommer. Roman. Aus dem Norwegischen übersetzt von Cläre Greverus Mjöen. Piper, München 1933)
- 1933: To mistenkelige personer
- 1934: Week-end i evigheten
- 1938: Bull
- 1948: Sneen som falt i fjor
- 1959: Dikt